# Kreis Hohenmölsen
| Basisdaten                                                | Basisdaten                                                |
| --------------------------------------------------------- | --------------------------------------------------------- |
| Bezirk der DDR                                            | Halle                                                     |
| Kreiswappen                                               |                                                           |
| Kreisstadt                                                | Hohenmölsen                                               |
| Fläche                                                    | 178 km² (1989)                                            |
| Einwohner                                                 | 27.700 (1989)                                             |
| Bevölkerungsdichte                                        | 156 Einwohner/km² (1989)                                  |
| Kfz-Kennzeichen                                           | K und V (1953–1990) KM und VM (1974–1990) HHM (1991–1994) |
|                                                           |                                                           |
| Der Kreis Hohenmölsen im Bezirk Halle (anklickbare Karte) |                                                           |

Der Kreis Hohenmölsen war ein Landkreis im Bezirk Halle der DDR. Von 1990 bis 1994 bestand er als Landkreis Hohenmölsen im Land Sachsen-Anhalt fort. Sein Gebiet liegt heute im Burgenlandkreis in Sachsen-Anhalt. Der Sitz der Kreisverwaltung befand sich in Hohenmölsen.

## Geographie
Der Kreis Hohenmölsen grenzte im Uhrzeigersinn im Norden beginnend an die Kreise Weißenfels, Leipzig-Land, Borna, Zeitz und Naumburg.

## Geschichte
Am 25. Juli 1952 kam es in der DDR zu einer umfassenden Kreisreform, bei der unter anderem die Länder ihre Bedeutung verloren und neue Bezirke gebildet wurden. Aus Teilen der damaligen Landkreise Weißenfels und Zeitz wurde der neue Kreis Hohenmölsen gebildet, der dem neugebildeten Bezirk Halle zugeordnet wurde.
Am 17. Mai 1990 wurde der Kreis in Landkreis Hohenmölsen umbenannt. Anlässlich der Wiedervereinigung der beiden deutschen Staaten wurde der Landkreis im Oktober 1990 dem wiedergegründeten Land Sachsen-Anhalt zugesprochen. Bei der ersten Kreisreform in Sachsen-Anhalt ging er am 1. Juli 1994 im Burgenlandkreis und im Landkreis Weißenfels auf.

## Einwohnerentwicklung
| Jahr      | 1960   | 1971   | 1981   | 1989   |
| Einwohner | 41.073 | 35.233 | 29.872 | 27.700 |

## Städte und Gemeinden
Dem Kreis Hohenmölsen gehörten die folgenden Städte und Gemeinden an:
| - Deuben - Dobergast 1 - Döbris - Granschütz - Gröben - Großgrimma - Hohenmölsen, Stadt - Krauschwitz | - Muschwitz - Mutschau 2 - Nessa - Poserna 3 - Pretzsch - Schelkau - Stößen, Stadt - Taucha | - Teuchern, Stadt - Trebnitz - Webau - Werschen - Zembschen - Zorbau |

## Wirtschaft
Der Braunkohleabbau, vor allem durch den Großtagebau Profen, spielte im Kreis Hohenmölsen eine große Rolle. Bedeutende Betriebe im Kreis waren daneben
- VEB Braunkohlenwerk „Erich Weinert“ Deuben
- VEB Paraffinwerk „Vorwärts“ Webau

## Verkehr
Durch die Autobahn Berliner Ring–Hirschberg war der Kreis an das Autobahnnetz der DDR angeschlossen. Dem überregionalen Straßenverkehr diente außerdem die F 91 Richtung Zeitz und Halle.
Der Kreis Hohenmölsen wurde von den Eisenbahnstrecken Großkorbetha–Hohenmölsen–Deuben, Weißenfels–Teuchern–Zeitz und Teuchern–Naumburg erschlossen.

## Kfz-Kennzeichen
Den Kraftfahrzeugen (mit Ausnahme der Motorräder) und Anhängern wurden von etwa 1974 bis Ende 1990 dreibuchstabige Unterscheidungszeichen, die mit den Buchstabenpaaren KM und VM begannen, zugewiesen. Die letzte für Motorräder genutzte Kennzeichenserie war VO 50-01 bis VO 99-99.
Anfang 1991 erhielt der Landkreis das Unterscheidungszeichen HHM. Es wurde bis zum 30. Juni 1994 ausgegeben. Durch die Kennzeichenliberalisierung ist es seit dem 27. November 2012 im Burgenlandkreis erhältlich.